# 里沃 (洛特-加龙省)
里沃（法語：Rives，法語發音：[ʁiv]）是法国洛特-加龙省的一个市镇，属于洛特河畔新城区。

## 地理
里沃（44°38'42"N, 0°44'27"E）面积12.79 平方千米，位于法国新阿基坦大区洛特-加龍省，该省份为法国西南部内陆省份，北起多爾多涅省，西接吉倫特省和朗德省，南至热尔省，东临塔恩-加龙省和洛特省。
与里沃接壤的市镇（或旧市镇、城区）包括：佩里戈尔地区博蒙图瓦、马济耶尔-纳雷斯、拉耶、维勒雷阿勒。

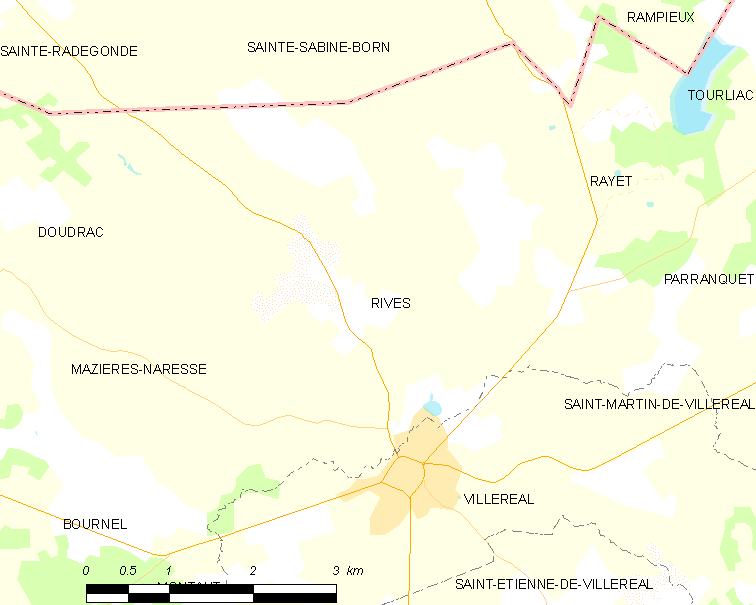
的OSM定位图

里沃的时区为UTC+01:00、UTC+02:00（夏令时）。

## 行政
里沃的邮政编码为47210，INSEE市镇编码为47223。

## 政治
里沃所属的省级选区为上阿日奈-佩里戈尔县。

## 人口

1962-2008年间人口变化图示

里沃于2022年1月1日时的人口数量为195人。